# 조현영
조현영(1991년 8월 11일~)은 대한민국의 가수, 배우이다. DSP 미디어의 7인조 걸 그룹 레인보우의 멤버였고, 팀 내에서 메인보컬을 담당했다.

## 학력
- 신광여자고등학교(졸업)
- 아현산업정보학교

## 참여 음반

### OST
| 앨범 정보                          | 발매일          | 가수   | 수록곡             |
| ---------------------------------- | --------------- | ------ | ------------------ |
| 뱀파이어의 꽃 OST                  | 2014년 7월 9일  | 조현영 | - 나를 너에게 줄게 |
| 아이언맨 OST Part 2                | 2014년 10월 2일 | 조현영 | - 사랑해요         |
| Better World(트웬티해커OST Part.3) | 2021년 4월 8일  | 조현영 | - Better World     |

| 방송사 | 앨범 정보      | 발매일          | 가수          | 수록곡     |
| ------ | -------------- | --------------- | ------------- | ---------- |
| MBC    | 애정만만세 OST | 2011년 7월 22일 | 조현영 박규리 | - 갈팡질팡 |

## 출연

### 영화
- 2019년 《내안의 그놈》 ... 윤지 역
- 2021년 《트웬티 해커》 ... 조혜수 역

### 드라마
- 2014년 MBC every1 《하숙 24번지》
- 2015년 tvN 《막돼먹은 영애씨 14》 ... 조현영 역
- 2016년 웹드라마 《저스티스팀: 범죄피해자를 구하라》 ... 한소라 역
- 2018년 MBN 《설렘주의보》 ... 정소라 역
- 2020년 MBC every1 《연애는 귀찮지만 외로운 건 싫어!》 ... 배효정 역

### 예능
- 2011년 KBS2 《자유선언 토요일 - 시크릿》 19회~20회
- 2012년 SBS 《도전 1000곡》 188회
- 2013년 SBS 《도전 1000곡》 236회, 255회
- 2014년 XTM 《탑기어 코리아 5》 10회
- 2014년 KBS2 《대국민 토크쇼 안녕하세요》 163회
- 2014년 XTM 《HOMME》
- 2014년 MBC every1 《TAKE 511》
- 2014년 On Style 《겟잇뷰티 2014》 34회
- 2017년 SBS 《영재 발굴단》 109회
- 2018년 MBC 《미스터리 음악쇼 복면가왕》 - 아일 라잌 더 무비무비 영사기(참가자)
- 2021년~2022년 TV조선 《부캐전성시대》 - 조격대
- 2021년~2022년《싱어게인2》- top26
- 2022년 MBC every1 《대한외국인》- 184회 4월20일 방송 게스트 with 김원효, 이상준, 설하윤
- 2022년 채널S 《나대지마 심장아》- 진행
- 2022년 ~ 유튜브 《노빠꾸 탁재훈》- 진행
- 2023년 유튜브 《노빠꾸 탁재훈 탁스패치》- 3회

## 경력
- 롯데 자이언츠 홍보대사[1]

## 특이 사항
- SM 엔터테인먼트 아카데미 보컬과 출신